# Maria de Jesus de Brito Lamas Moreira Serra Lopes
Maria de Jesus de Brito Lamas Moreira Serra Lopes (Lisboa, 15 de julho de 1933 - 8 de Abril de 2022) foi uma advogada portuguesa. Foi a primeira mulher Bastonária da Ordem dos Advogados, entre 1990 e 1992. Foi também a primeira mulher escolhida para ser conselheira de Estado em Portugal.
Licenciou-se em 1956 na Faculdade de Direito da Universidade de Lisboa.
Foi docente na Universidade Livre de Lisboa, onde regeu as cadeiras de Direito das Obrigações e Contratos, Presidente para Portugal da Union Internationale des Avocats (UIA), representante de Portugal na Comissão para a Democracia pelo Direito, do Conselho da Europa e de Conselheira de Estado nos mandatos de 1996-2000 e de 2001-2005.
Nas eleições para a Presidência da República, foi mandatária nacional da candidatura de Jorge Sampaio.
Foi casada com o também advogado António Serra Lopes, que conheceu na universidade, e de quem teve um filho e uma filha.

## Condecorações
Em 1993 foi agraciada com a Grã-Cruz da Ordem de Mérito pelo Presidente da República Mário Soares.
Em 1996, foi agraciada com a Grã-Cruz da Ordem do Infante D. Henrique e em 2005 com a Grã-Cruz da Ordem Militar de Cristo. Em 2016 recebeu a Medalha de Ouro da Ordem dos Advogados.